# Открытая дверь (фильм)
«Открытая дверь» (англ. Doors open) — телефильм режиссёра Марка Эванса, основанный на одноимённом романе Иэна Рэнкина. В главных ролях снимались Дуглас Хеншэлл, Стивен Фрай, Кеннет Коллар. Съемки начались в Эдинбурге в апреле 2012 года, и готовый фильм вышел в эфир на ITV в День подарков. В России премьера фильма на телевидении состоялась 18 апреля 2014 года на Первом канале.

## Сюжет
Шотландия в наши дни. Миллионер Майк МакКензи успешно продал свою фирму, а его друг банкир Алан Круикшанк, наоборот, вылетел с работы. И в этот момент профессор Роберт Гиссинг предложил им план безупречного преступления. Из-за нехватки места в Шотландской национальной галерее многие картины хранятся в Мидлотианском хранилище, принадлежащем банку. И однажды эту коллекцию, которую Гиссинг собирал много лет, решают распродать, и причём ответственной за оценку произведений искусства становится бывшая девушка МакКензи Лаура Стэнтон. Гиссинг предложил в день открытых дверей проникнуть в хранилище и заменить настоящие картины на поддельные, но для этого нужен хитроумный план. МакКензи принимает предложение и обращается за помощью к профессионалу.

## В ролях
| Актёр           | Роль           |
| --------------- | -------------- |
| Дуглас Хеншэлл  | Майк МакКензи  |
| Стивен Фрай     | Роберт Гиссинг |
| Кеннет Коллар   | Алан Круикшанк |
| Ленора Кричлоу  | Лаура Стэнтон  |
| Брайан МакКарди | Чарли Кэлоуэй  |
| Эллиот Коуэн    | Брюс Кэмерон   |
| Филип Уитчёрч   | Джорди         |
| Пол МакКоул     | Гленн          |
| Джордан Янг     | Жонно          |
| Рэб Аффлек      | Хэйт           |

## Производство
Съемки начались 23 апреля 2012 года в Эдинбурге. Части фильма были сняты на побережье Скоттиш-Бордерс и в Гарвальде, Восточный Лотиан, а сцены продаж были сняты в эдинбургском аукционном доме Lyon & Turnbull.